# 科尔雪
科尔雪（法語：Corcieux，法語：[kɔʁsjø] ⓘ）是法国大東部大區孚日省的一个市镇，位于该省东部，属于孚日圣迪耶区。

## 地理
科尔雪（48°10'20"N, 6°52'46"E）面积17.4 平方千米，位于法国大東部大區孚日省，该省份为法国东北部内陆省份，北起默兹省和默尔特-摩泽尔省，西接上马恩省，南至上索恩省和贝尔福地区省，东临上莱茵省和下莱茵省。
与科尔雪接壤的市镇（或旧市镇、城区）包括：拉乌西耶尔、维安维尔、阿努尔德、阿朗泰斯德科尔雪、拉沙佩勒-德旺布吕耶尔、热贝帕勒。

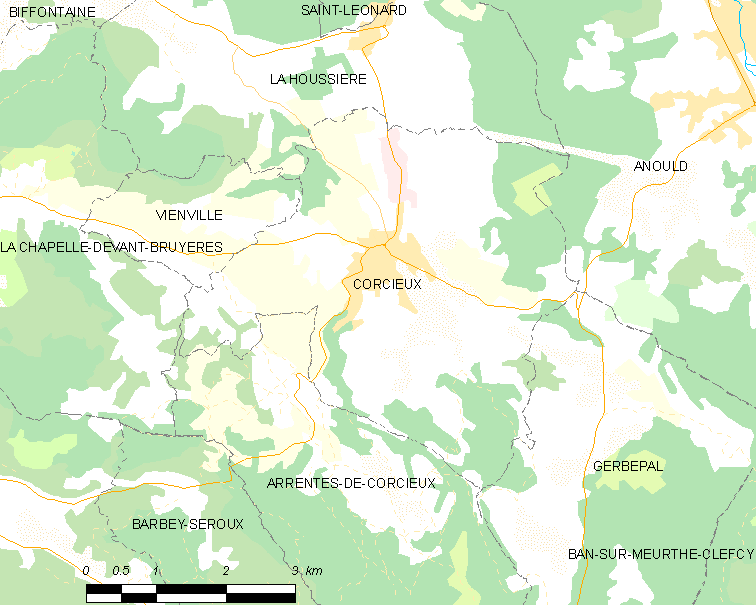
科尔雪的OSM定位图

科尔雪的时区为UTC+01:00、UTC+02:00（夏令时）。

## 行政
科尔雪的邮政编码为88430，INSEE市镇编码为88115。

## 政治
科尔雪所属的省级选区为热拉尔梅县。

## 人口

1962-2008年间科尔雪人口变化图示

科尔雪于2022年1月1日时的人口数量为1490人。